# Simon Ward
Simon Ward (Beckenham, 16 oktober 1941 – Londen, 20 juli 2012) was een Brits acteur. Hij was bekend om zijn rol als bisschop Gardiner in de televisieserie The Tudors, als Sir Monty Everard in de televisieserie Judge John Deed en als Winston Churchill in de film Young Winston. 
Simon Ward was getrouwd met Alexandra Ward. Samen hadden ze drie dochters, waaronder de actrice Sophie Ward. Zijn jongste dochter, Kitty, is getrouwd met de komiek Michael McIntyre. Hij stierf na een lang ziekbed op 70-jarige leeftijd in bijzijn van zijn familie. 

## Filmografie
- The Son (1966)
- If.... (1968, niet op aftiteling)
- Frankenstein Must Be Destroyed (1969)
- I Start Counting (1969)
- Quest for Love (1971)
- Young Winston (1972)
- The Three Musketeers (1973)
- Hitler: The Last Ten Days (1973)
- The Four Musketeers: Milady's Revenge (1974)
- Bram Stoker's Dracula (1974)
- Valley Forge (1975)
- Children of Rage (1975)
- All Creatures Great and Small (1975)
- Deadly Strangers (1976)
- Aces High (1976)
- Holocaust 2000 (1977)
- The Standard (1977)
- The Four Feathers (1978)
- La Sabina (1979)
- The Last Giraffe (1979)
- Zulu Dawn (1979)
- Dominique (1979)
- The Rear Column (1980)
- The Monster Club (1981)
- Manpower (1983)
- Supergirl (1984)
- Leave All Fair (1985)
- The Corsican Brothers (1985)
- L'étincelle (1986)
- Wuthering Heights (1992)
- Double X: The Name of the Game (1992)
- Atrapa-la (2000)

## Televisieseries
- Theatre 625 (1964)
- Festival (1964)
- Thursday Theatre (1965)
- The Wednesday Play (1966 en 1968)
- Thirteen Against Fate (1966)
- The World of Wooster (1966)
- Jackanory (1967-1968), 6 afleveringen
- Roads to Freedom (1970), 2 afleveringen
- The Black Tulip (1970)
- The Misfit (1970), 2 afleveringen
- No Exit (1972)
- Great Mysteries (1973)
- ABC Afterschool Specials (1973)
- BBC2 Playhouse (1975)
- Diamonds (1981)
- An Inspector Calls (1982)
- Allô Béatrice (1984)
- A Taste for Death (1988), 5 afleveringen
- Around the World in 80 Days (1989), 3 afleveringen
- Lovejoy (1992), 2  afleveringen
- Kurtulus (1994)
- Ruth Rendell Mysteries (1995), 2 afleveringen
- Challenge (1996)
- Real Women II (1999)
- Judge John Deed (2003-2007), 20 afleveringen
- Family Affairs (2005), 3 afleveringen
- Heartbeat (2006)
- The Tudors (2009-2010), 17 afleveringen